# Jacqueline Wong
Jacqueline Wong Sum-wing (chinês tradicional: 黃心穎; 23 de janeiro de 1989) é uma atriz e apresentadora de televisão norte-americana. Ela ganhou o título de vice-campeã do Miss Hong Kong 2012 e ficou entre as 12 melhores no Miss Mundo 2013.

## Biografia
Em 23 de janeiro de 1989, Wong nasceu em Nova York. Ela é a irmã mais nova de quatro filhos, com Scarlett Wong (ex-apresentadora da ViuTV) como sua irmã mais velha.
Wong competiu no Miss Hong Kong 2012 e conquistou o primeiro título de vice-campeão. No ano seguinte, ela representou Hong Kong no Miss Mundo 2013 e ficou entre as 12 melhores. Como todas as vencedoras de concursos de beleza, ela recebeu uma oferta de contrato com a TVB e recebeu treinamento para se tornar uma artista. Wong estrelou 14 dramas da TVB desde 2013. Ela ganhou o prêmio de Atriz Coadjuvante Favorita no StarHub TVB Awards de 2017.

### 2019-2021: Escândalo de infidelidade com Andy Hui

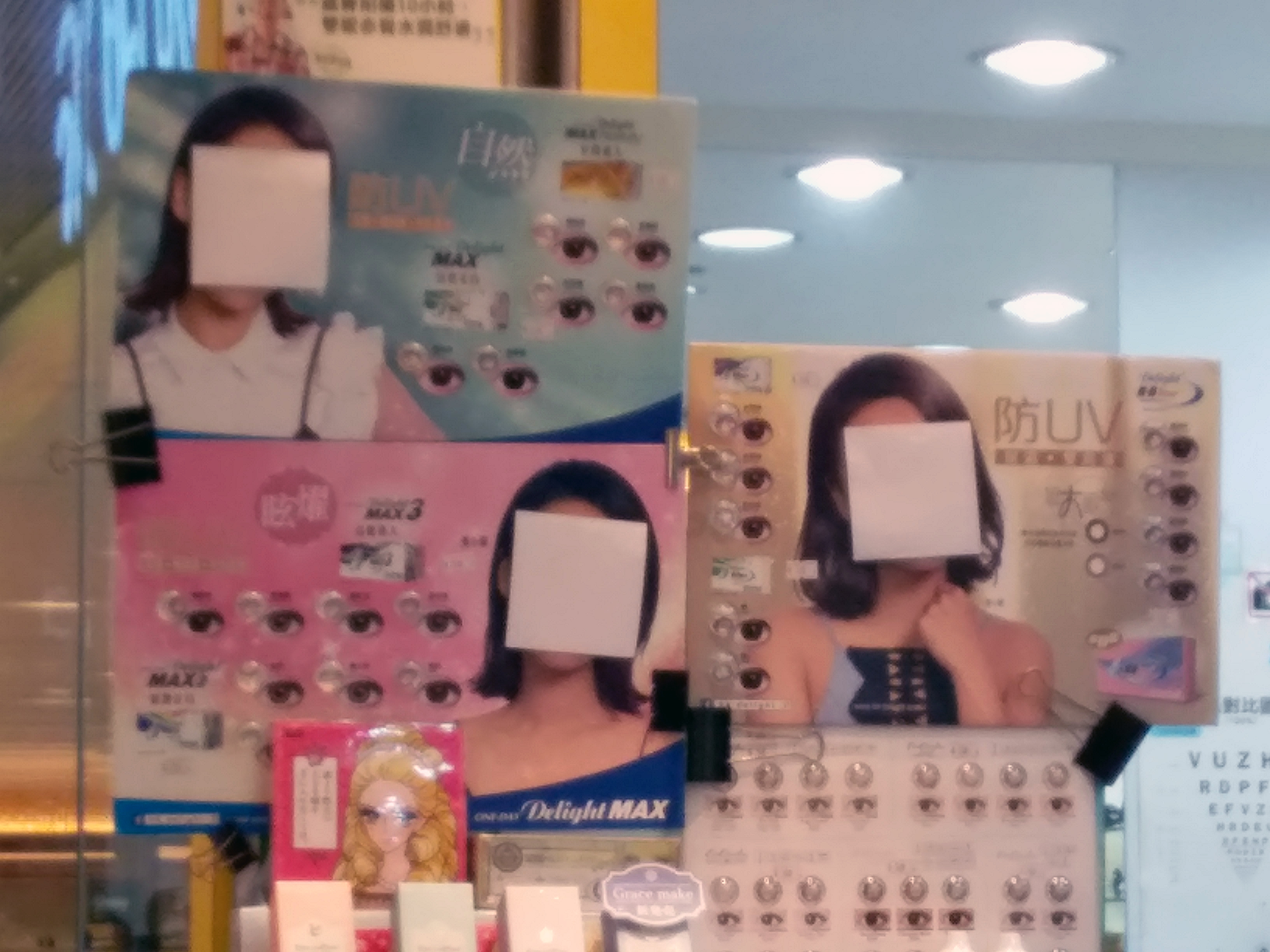
Anúncios com a imagem de Jacqueline Wong foram apagados após o escândalo

Em 16 de abril de 2019, Wong recebeu forte exposição na mídia por suas intimidades com o cantor e ator de Hong Kong Andy Hui. No momento do incidente, Hui era casado com a cantora e atriz Sammi Cheng e Wong mantinha um relacionamento estável com o ator Kenneth Ma. Os dois fizeram uma viagem de táxi, onde se beijaram enquanto eram gravados pela câmera do veículo. O vídeo foi posteriormente divulgado por vários meios de comunicação. Desde que o escândalo estourou, Wong bloqueou comentários de suas contas nas redes sociais depois que suas postagens foram inundadas com comentários negativos pediu desculpas publicamente: "Não consigo me encarar e não sei como encarar minha família, Kenneth Ma, amigos, empresa e colegas... Não me atrevo a pedir perdão a todos, apenas imploro a todos que dêem espaço a todas as pessoas que foram implicadas".
A imagem pública de Wong foi manchada e os anúncios que usavam sua imagem foram removidos ou bloqueados. Ela e Ma terminaram o relacionamento e Wong voltou para Los Angeles por 8 meses para evitar brigas públicas. Durante seu hiato, as cenas dela no drama Forensic Heroes IV foram refilmadas com Roxanne Tong, que começou a namorar Ma em 2020. Embora Andy Hui conseguisse salvar sua carreira, a carreira cinematográfica de Wong foi interrompida.
Após seu hiato de 8 meses, os dramas Finding Her Voice e Handmaiden United, nos quais Wong desempenhou papéis importantes, foram ao ar para avaliar a reação do público; as séries tiveram baixa recepção. Durante a divulgação dos dramas, ela esteve visivelmente ausente. Quando os repórteres perguntaram sobre quaisquer planos de retorno ou mudança de carreira, ela respondeu que não tinha planos nem pensava nisso.
Em junho de 2023, ela faria sua primeira entrevista pública, revelando que após o ocorrido teve choro incontrolável, sentindo-se desmotivada e deprimida. Wong percebeu que precisava de ajuda e se matriculou em aulas de atuação para se manter ocupada. Ela creditou sua recuperação graças ao apoio de sua família e à adoção de um cachorro. Especulou-se originalmente que a TVB congelou completamente sua carreira até o término de seu contrato; ela esclareceu que a emissora eventualmente a convidou para voltar a filmar dramas e programas de variedades, mas ela se recusou.

### 2022-2023: Deixando a TVB e a carreira de cantora
Após um hiato de três anos, o contrato de Wong com a TVB terminou em julho de 2022. No mesmo ano, anunciou que estava namorando o baterista Lai Man Wang. Wong faria seu retorno à indústria do entretenimento com uma mudança para carreira de cantora. Ela explicou que a música era a única coisa que a ajudava a liberar suas emoções e não sabia o que mais poderia fazer. Ela produziu dois singles. No Dia dos Namorados (14 de fevereiro de 2023), Jacqueline lançou um videoclipe intitulado "Crown Me" com letras que abordam algumas das críticas que recebeu. Durante o mês de julho, realizou um encontro com fãs para promover seus novos singles no Yahoo Live. No entanto, a recepção do público foi baixa, com os internautas online criticando seu retorno. Em 27 de outubro, Jacqueline casou-se com Lai Man Wang. Eles organizaram um banquete para uma cerimônia ao ar livre com familiares e amigos próximos.